# NGC 5155
NGC 5155 ist ein offener Sternhaufen oder eine Gruppe von Sternen im Sternbild Zentaur. Er wurde am 16. Juni 1835 von John Herschel mit einem 18-Zoll-Spiegelteleskop entdeckt.